# Дикун (фільм, 2009)
«Дикун» (англ. Savage) — американський фільм 2009 року.

## Сюжет
Палаючий вогонь йде шляхом через Національний парк. Пожежники намагаються стримати його, але тварини змушені тікати. Разом з дикими тваринами на пожежників вибігає дивна істота.

## У ролях
- Мартін Коув — Джек Лунд
- Тоні Бекер — Оуен Фремонт
- Ліза Вілкокс — Еллен Фремонт
- Анна Енгер — Габріель Хенлі
- Шейн Каллахан — Дейл Девіс
- Джек Харрісон — Біг Фут
- Ріко Болл — Картер
- Ерік Еванс — батько Джека Лунда
- Стен Хьюстон — зла людина 1
- Чарльз Лендресс — Білл
- Роберт Пралго — Мітчелл
- Рон Пратер — Хадсон
- Джефф Сендор — Кемерон
- Дон Сталлінгс — мер Рейнольдс
- Катрін Трейл — Мері
- Ден Тріандіфлу — Рей
- Том Турбівіль — Райлі
- Кен Фон Кенон — Річард Хенлі
- Кім Волл — мама
- Даллас Вайт — молодий Джек